# Jacques Gagey (prêtre)
Pour les articles homonymes, voir Gagey et Jacques Gagey.
Jacques Gagey, né le 21 juillet 1954 à Vesoul, est un prêtre catholique français de l'archidiocèse de Paris, aumônier général des Scouts et Guides de France de 2007 à 2013, puis aumônier de la Conférence internationale catholique du scoutisme au Vatican jusqu'en 2021.
Accusé d'agressions sexuelles par quatre femmes, il fait l'objet à partir de novembre 2022 d'enquêtes judiciaire et canonique.

## Biographie
Il naît le 21 juillet 1954 dans une famille de 9 enfants. Titulaire d’un Capes de mathématiques, ainsi que d'une maîtrise de philosophie, il est ordonné prêtre en 1982.
Il débute comme vicaire à l'église Saint-Jean-Baptiste-de-La-Salle dans le 15e arrondissement de Paris pendant 6 ans. Il est aumônier d’étudiants pour les universités d’Assas-Pharma-Michelet et de Dauphine pendant dix ans,. Il est par ailleurs aumônier de groupe scout de 1984 à 1990. En 1993, il soutient une thèse de doctorat en théologie à l'université pontificale grégorienne intitulée « Le « Traité où l'on découvre la vraie science de la perfection du salut » et la tradition spirituelle caussadienne. Histoire critique et théologie ». En 1994, il lance les équipes de jeunes professionnels et les coordonne avec la coordination des jeunes professionnels à partir de 1997, dans l’élan des Journées mondiales de la jeunesse à Paris,,. De 1998 à 2007, il est le curé de l'église Sainte-Anne de la Butte-aux-Cailles dans le 13e arrondissement. Puis en 2007 il devient vicaire à l'église Sainte-Marguerite dans le 11e arrondissement.
Jacques Gagey est aumônier général des Scouts et Guides de France de 2007 à 2013. Puis il est nommé en 2014 aumônier de la Conférence internationale catholique du scoutisme au Vatican.
Pascal Delannoy, évêque de Saint-Denis, nomme Jacques Gagey curé de la paroisse de Pantin en septembre 2022.
Jacques Gagey est postulateur de la cause du cofondateur des Scouts de France, Jacques Sevin, avec le cardinal Marcello Semeraro, Préfet du Dicastère pour la Cause des Saints.
Trois signalements de la part de quatre femmes, accusant le prêtre d'agressions sexuelles entre 1993 et 2002, sont transmis aux autorités religieuses en 2019, 2020 et 2022. Jacques Gagey fait l'objet en novembre 2022 d'une enquête pour agressions sexuelles sur des femmes majeures. Sa charge de curé de l'église Saint-Germain de Pantin lui est retirée en avril 2023.

## Publications
- La Nouvelle intériorité, Éditions du Cerf, 2007, 188 p. (ISBN 978-2-204-08295-2)
- L'Abandon à la providence divine d'une dame de Lorraine au 18e siècle, suivi des Lettres spirituelles de Jean-Pierre Caussade à cette dame. Édition critique établie par Jacques Gagey, Jérôme Millon, 2001, 395 p. (ISBN 9782841371112)
- Surfeurs de Dieu, Versailles, éditions Saint-Paul, 1998, 180 p. (BNF 37035733)